# Речна китайска шапчица
Ancylus fluviatilis е вид коремоного от семейство Planorbidae. Видът не е застрашен от изчезване.

## Разпространение и местообитание
Разпространен е в Австрия, Азербайджан, Албания, Алжир, Андора, Армения, Белгия, Босна и Херцеговина, България, Великобритания (Северна Ирландия), Германия, Грузия, Гърция, Дания, Египет, Естония, Йемен, Ирландия, Испания, Италия (Сардиния и Сицилия), Кипър, Латвия, Либия, Литва, Лихтенщайн, Люксембург, Малта, Мароко, Нидерландия, Норвегия, Полша, Португалия, Северна Македония, Румъния, Русия (Дагестан, Ингушетия, Кабардино-Балкария, Калининград, Карачаево-Черкезия, Красноярск, Северна Осетия, Ставропол и Чечня), Саудитска Арабия, Словакия, Словения, Тунис, Турция, Украйна, Унгария, Финландия, Франция (Корсика), Хърватия, Чехия, Швейцария и Швеция.
Обитава сладководни басейни, скалисти дъна на реки и потоци. Среща се на надморска височина от -7 до 199 m.